# Ramodatodes armicollis
Ramodatodes armicollis là một loài bọ cánh cứng trong họ Cerambycidae.